# Capnia storkani
Capnia storkani is een steenvlieg uit de familie Capniidae. De wetenschappelijke naam van de soort is voor het eerst geldig gepubliceerd in 1935 door Šámal.